# 6 Hours of Bahrain 2021

Tor Bahrain International Circuit

6 Hours of Bahrain 2021 (Bapco 6 Hours of Bahrain 2021) – długodystansowy wyścig samochodowy, który odbył się 30 października 2021 roku. Był on piątą rundą sezonu 2021 serii FIA World Endurance Championship.

## Harmonogram
| Dzień                     | Godzina | Sesja                             | Długość  |
| ------------------------- | ------- | --------------------------------- | -------- |
| Czwartek, 28 października | 15:30   | Pierwsza sesja treningowa         | 90 minut |
| Piątek, 29 października   | 8:30    | Druga sesja treningowa            | 90 minut |
| Piątek, 29 października   | 12:45   | Trzecia sesja treningowa          | 60 minut |
| Piątek, 29 października   | 16:30   | Kwalifikacje LMGTE Pro i LMGTE Am | 10 minut |
| Piątek, 29 października   | 16:50   | Kwalifikacje Hypercar i LMP2      | 10 minut |
| Sobota, 30 października   | 11:00   | Wyścig                            | 6 godzin |
| Źródło                    |         |                                   |          |

## Sesje treningowe
| Klasa          | Zespół                      | Samochód            | Czas           | Okr.           |
| Sesja pierwsza | Sesja pierwsza              | Sesja pierwsza      | Sesja pierwsza | Sesja pierwsza |
| -------------- | --------------------------- | ------------------- | -------------- | -------------- |
| Hypercar       | #8 Toyota Gazoo Racing      | Toyota GR010 Hybrid | 1:50,571       | 36             |
| LMP2           | #38 Jota                    | Oreca 07            | 1:51,083       | 32             |
| LMGTE Pro      | #91 Porsche GT Team         | Porsche 911 RSR-19  | 1:57,983       | 35             |
| LMGTE Am       | #56 Team Project 1          | Porsche 911 RSR-19  | 1:58,177       | 27             |
| Sesja druga    |                             |                     |                |                |
| Hypercar       | #7 Toyota Gazoo Racing      | Toyota GR010 Hybrid | 1:49,063       | 39             |
| LMP2           | #28 Jota                    | Oreca 07            | 1:50,199       | 38             |
| LMGTE Pro      | #92 Porsche GT Team         | Porsche 911 RSR-19  | 1:56,411       | 32             |
| LMGTE Am       | #56 Team Project 1          | Porsche 911 RSR-19  | 1:58,015       | 32             |
| Sesja trzecia  |                             |                     |                |                |
| Hypercar       | #7 Toyota Gazoo Racing      | Toyota GR010 Hybrid | 1:48,978       | 30             |
| LMP2           | #28 Jota                    | Oreca 07            | 1:50,696       | 29             |
| LMGTE Pro      | #92 Porsche GT Team         | Porsche 911 RSR-19  | 1:58,230       | 29             |
| LMGTE Am       | #77 Dempsey - Proton Racing | Porsche 911 RSR-19  | 1:59,502       | 26             |

## Kwalifikacje
Pole position w każdej kategorii oznaczone jest pogrubieniem.
| Poz.   | Klasa     | Zespół                        | Kierowca               | Czas     | Strata  | Poz. s. |
| ------ | --------- | ----------------------------- | ---------------------- | -------- | ------- | ------- |
| 1      | Hypercar  | #8 Toyota Gazoo Racing        | Brendon Hartley        | 1:47,049 | —       | 1       |
| 2      | Hypercar  | #7 Toyota Gazoo Racing        | Kamui Kobayashi        | 1:47,447 | +0,398  | 2       |
| 3      | Hypercar  | #36 Alpine Elf Matmut         | André Negrão           | 1:48,003 | +0,954  | 3       |
| 4      | LMP2      | #28 Jota                      | Tom Blomqvist          | 1:49,932 | +2,883  | 4       |
| 5      | LMP2      | #22 United Autosports USA     | Filipe Albuquerque     | 1:49,994 | +2,945  | 5       |
| 6      | LMP2      | #38 Jota                      | António Félix da Costa | 1:50,198 | +3,149  | 6       |
| 7      | LMP2      | #70 Realteam Racing           | Loïc Duval             | 1:50,559 | +3,510  | 7       |
| 8      | LMP2      | #34 Inter Europol Competition | Renger van der Zande   | 1:50,658 | +3,609  | 8       |
| 9      | LMP2      | #29 Racing Team Nederland     | Giedo van der Garde    | 1:50,942 | +3,893  | 9       |
| 10     | LMP2      | #31 Team WRT                  | Charles Milesi         | 1:51,043 | +3,994  | 10      |
| 11     | LMP2      | #21 DragonSpeed USA           | Ben Hanley             | 1:51,312 | +4,263  | 11      |
| 12     | LMP2      | #44 ARC Bratislava            | Oliver Webb            | 1:51,487 | +4,438  | 12      |
| 13     | LMP2      | #20 High Class Racing         | Robert Kubica          | 1:51,506 | +4,457  | 13      |
| 14     | LMP2      | #1 Richard Mille Racing Team  | Sophia Flörsch         | 1:51,736 | +4,687  | 14      |
| 15     | LMGTE Pro | #92 Porsche GT Team           | Kévin Estre            | 1:56,144 | +9,095  | 15      |
| 16     | LMGTE Pro | #91 Porsche GT Team           | Gianmaria Bruni        | 1:56,178 | +9,129  | 16      |
| 17     | LMGTE Pro | #52 AF Corse                  | Miguel Molina          | 1:57,327 | +10,278 | 17      |
| 18     | LMGTE Pro | #51 AF Corse                  | Alessandro Pier Guidi  | 1:57,573 | +10,524 | 18      |
| 19     | LMGTE Am  | #60 Iron Lynx                 | Rino Mastronardi       | 1:58,687 | +11,638 | 19      |
| 20     | LMGTE Am  | #98 Aston Martin Racing       | Paul Dalla Lana        | 1:59,331 | +12,282 | 20      |
| 21     | LMGTE Am  | #56 Team Project 1            | Egidio Perfetti        | 1:59,404 | +12,355 | 21      |
| 22     | LMGTE Am  | #47 Cetilar Racing            | Roberto Lacorte        | 1:59,410 | +12,361 | 22      |
| 23     | LMGTE Am  | #54 AF Corse                  | Thomas Flohr           | 1:59,534 | +12,485 | 23      |
| 24     | LMGTE Am  | #33 TF Sport                  | Ben Keating            | 1:59,538 | +12,489 | 24      |
| 25     | LMGTE Am  | #88 Dempsey - Proton Racing   | Chalid al-Kubajsi      | 1:59,923 | +12,874 | 25      |
| 26     | LMGTE Am  | #83 AF Corse                  | François Perrodo       | 2:00,263 | +13,214 | 26      |
| 27     | LMGTE Am  | #77 Dempsey - Proton Racing   | Christian Ried         | 2:00,294 | +13,245 | 27      |
| 28     | LMGTE Am  | #777 D'Station Racing         | Satoshi Hoshino        | 2:00,300 | +13,251 | 28      |
| 29     | LMGTE Am  | #85 Iron Lynx                 | Sarah Bovy             | 2:00,457 | +13,408 | 29      |
| 30     | LMGTE Am  | #86 GR Racing                 | Michael Wainwright     | 2:00,939 | +13,890 | 30      |
| 31     | LMGTE Am  | #57 Kessel Racing             | Takeshi Kimura         | 2:01,877 | +14,828 | 31      |
| Źródła |           |                               |                        |          |         |         |

## Wyścig

### Wyniki
Minimum do bycia sklasyfikowanym (70 procent dystansu pokonanego przez zwycięzców wyścigu) wyniosło 129 okrążeń. Zwycięzcy klas są oznaczeni pogrubieniem.
| Poz. | Klasa         | Zespół                        | Kierowcy                                                 | Samochód                 | Opony | Okr. | Czas/Strata  |
| ---- | ------------- | ----------------------------- | -------------------------------------------------------- | ------------------------ | ----- | ---- | ------------ |
| 1    | Hypercar      | #7 Toyota Gazoo Racing        | Mike Conway Kamui Kobayashi José María López             | Toyota GR010 Hybrid      | M     | 185  | 6:00:33,356  |
| 2    | Hypercar      | #8 Toyota Gazoo Racing        | Sébastien Buemi Kazuki Nakajima Brendon Hartley          | Toyota GR010 Hybrid      | M     | 185  | +51,401      |
| 3    | Hypercar      | #36 Alpine Elf Matmut         | André Negrão Nicolas Lapierre Matthieu Vaxivière         | Alpine A480              | M     | 184  | +1 okrążenie |
| 4    | LMP2          | #31 Team WRT                  | Robin Frijns Ferdinand Habsburg Charles Milesi           | Oreca 07                 | G     | 180  | +5 okrążeń   |
| 5    | LMP2          | #28 Jota                      | Sean Gelael Stoffel Vandoorne Tom Blomqvist              | Oreca 07                 | G     | 180  | +5 okrążeń   |
| 6    | LMP2          | #38 Jota                      | Roberto González António Félix da Costa Anthony Davidson | Oreca 07                 | G     | 180  | +5 okrążeń   |
| 7    | LMP2          | #22 United Autosports USA     | Philip Hanson Fabio Scherer Filipe Albuquerque           | Oreca 07                 | G     | 180  | +5 okrążeń   |
| 8    | LMP2 (Pro-Am) | #29 Racing Team Nederland     | Frits van Eerd Giedo van der Garde Job van Uitert        | Oreca 07                 | G     | 178  | +7 okrążeń   |
| 9    | LMP2          | #1 Richard Mille Racing Team  | Sophia Flörsch Beitske Visser Gabriel Aubry              | Oreca 07                 | G     | 178  | +7 okrążeń   |
| 10   | LMP2 (Pro-Am) | #70 Realteam Racing           | Esteban Garcia Loïc Duval Norman Nato                    | Oreca 07                 | G     | 178  | +7 okrążeń   |
| 11   | LMP2 (Pro-Am) | #20 High Class Racing         | Dennis Andersen Anders Fjordbach Robert Kubica           | Oreca 07                 | G     | 177  | +8 okrążeń   |
| 12   | LMP2          | #34 Inter Europol Competition | Jakub Śmiechowski Renger van der Zande Alex Brundle      | Oreca 07                 | G     | 175  | +10 okrążeń  |
| 13   | LMGTE Pro     | #92 Porsche GT Team           | Kévin Estre Neel Jani                                    | Porsche 911 RSR-19       | M     | 174  | +11 okrążeń  |
| 14   | LMGTE Pro     | #91 Porsche GT Team           | Gianmaria Bruni Richard Lietz                            | Porsche 911 RSR-19       | M     | 174  | +11 okrążeń  |
| 15   | LMGTE Pro     | #51 AF Corse                  | Alessandro Pier Guidi James Calado                       | Ferrari 488 GTE Evo      | M     | 174  | +11 okrążeń  |
| 16   | LMGTE Pro     | #52 AF Corse                  | Daniel Serra Miguel Molina                               | Ferrari 488 GTE Evo      | M     | 174  | +11 okrążeń  |
| 17   | LMGTE Am      | #33 TF Sport                  | Ben Keating Dylan Pereira Felipe Fraga                   | Aston Martin Vantage AMR | M     | 172  | +13 okrążeń  |
| 18   | LMGTE Am      | #77 Dempsey - Proton Racing   | Christian Ried Jaxon Evans Matt Campbell                 | Porsche 911 RSR-19       | M     | 172  | +13 okrążeń  |
| 19   | LMGTE Am      | #56 Team Project 1            | Egidio Perfetti Matteo Cairoli Riccardo Pera             | Porsche 911 RSR-19       | M     | 172  | +13 okrążeń  |
| 20   | LMGTE Am      | #98 Aston Martin Racing       | Paul Dalla Lana Augusto Farfus Marcos Gomes              | Aston Martin Vantage AMR | M     | 172  | +13 okrążeń  |
| 21   | LMP2 (Pro-Am) | #44 ARC Bratislava            | Miroslav Konôpka Oliver Webb Kush Maini                  | Oreca 07                 | G     | 172  | +13 okrążeń  |
| 22   | LMGTE Am      | #83 AF Corse                  | François Perrodo Nicklas Nielsen Alessio Rovera          | Ferrari 488 GTE Evo      | M     | 172  | +13 okrążeń  |
| 23   | LMGTE Am      | #86 GR Racing                 | Michael Wainwright Benjamin Barker Tom Gamble            | Porsche 911 RSR-19       | M     | 171  | +14 okrążeń  |
| 24   | LMGTE Am      | #54 AF Corse                  | Thomas Flohr Francesco Castellacci Giancarlo Fisichella  | Ferrari 488 GTE Evo      | M     | 171  | +14 okrążeń  |
| 25   | LMGTE Am      | #85 Iron Lynx                 | Rahel Frey Sarah Bovy Katherine Legge                    | Ferrari 488 GTE Evo      | M     | 171  | +14 okrążeń  |
| 26   | LMGTE Am      | #57 Kessel Racing             | Takeshi Kimura Mikkel Jensen Scott Andrews               | Ferrari 488 GTE Evo      | M     | 170  | +15 okrążeń  |
| 27   | LMGTE Am      | #47 Cetilar Racing            | Roberto Lacorte Giorgio Sernagiotto Antonio Fuoco        | Ferrari 488 GTE Evo      | M     | 170  | +15 okrążeń  |
| 28   | LMGTE Am      | #777 D'Station Racing         | Satoshi Hoshino Tomonobu Fujii Andrew Watson             | Aston Martin Vantage AMR | M     | 169  | +16 Laps     |
| 29   | LMGTE Am      | #60 Iron Lynx                 | Rino Mastronardi Andrea Piccini Matteo Cressoni          | Ferrari 488 GTE Evo      | M     | 169  | +16 Laps     |
| 30   | LMP2 (Pro-Am) | #21 DragonSpeed USA           | Henrik Hedman Juan Pablo Montoya Ben Hanley              | Oreca 07                 | G     | 166  | +19 okrążeń  |
| 31   | LMGTE Am      | #88 Dempsey - Proton Racing   | Chalid al-Kubajsi Adrien De Leener Julien Andlauer       | Porsche 911 RSR-19       | M     | 166  | +19 okrążeń  |

### Statystyki

#### Najszybsze okrążenie
| Klasa     | Kierowca        | Zespół                      | Czas     | Okr. |
| --------- | --------------- | --------------------------- | -------- | ---- |
| Hypercar  | Sébastien Buemi | #8 Toyota Gazoo Racing      | 1:48,926 | 2    |
| LMP2      | Robin Frijns    | #31 Team WRT                | 1:53,215 | 176  |
| LMGTE Pro | Gianmaria Bruni | #91 Porsche GT Team         | 1:58,590 | 2    |
| LMGTE Am  | Matt Campbell   | #77 Dempsey - Proton Racing | 1:59,263 | 154  |
| Źródło    |                 |                             |          |      |